# Bansurî
«  Murali (flûte) » redirige ici. Pour les autres significations, voir Murali.
Le bansurî est la grande flûte traversière indienne classique et est probablement le plus ancien instrument de musique de l'Inde du nord. 
Son équivalent au sud est le venu ou vamsa, qui est un peu plus petit. On le nomme aussi de son ancien nom kulal, mullaikulal, ou kuzhal (qui désigne aussi une flûte de pan pastorale).
La flûte populaire, droite et à bec ou traversière, plus petite, est appelée murali. C'est un instrument qui joue un rôle particulier en Inde, car il est fortement associé au dieu Krishna.

## Facture
Il est fait de bambou, dont la meilleure qualité vient de l'Assam et consiste simplement en une portion de bambou de 70 cm de long et 4 cm de diamètre, creusée de trous et bouchée à une extrémité. C'est la flûte favorite de la musique classique car son embouchure permet un excellent contrôle du son. Son registre couvre deux octaves à deux octaves et demie. 
Traditionnellement creusé de 6 trous, le virtuose bengalî Pannalal Ghosh lui en a ajouté un septième, ce qui lui donne une plus grande flexibilité et une meilleure justesse dans l'aigu. Il n'y a aucune clé mais des tentatives ont été faites pour y ajouter une corde de bourdon.
Le venu comporte typiquement huit trous.

## Jeu

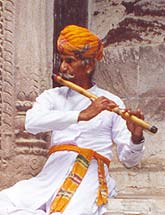
Joueur de bansurî.

Joué assis par terre, les trous du bansurî sont obturés non pas avec la pulpe des doigts, mais avec les phalanges. Le son est très grave.
Il est employé dans la musique hindoustanie tandis que le venu est employé dans la musique carnatique ; on y joue tous les râgas. 
La murali est utilisée dans les musiques folkloriques et filmi.  
Ses interprètes les plus connus sont Pannalal Ghosh, Hariprasad Chaurasia, Rajendra Prasanna, Ronu Majumdar, G. S. Sachdev, Harsh Wardhan, Raghunath Seth, Vijay Raghav Rao, Abhay Phagare, Nityanand Haldipur, Rupak Kulkarni, Rakesh Chaurasia.
De nombreux musiciens français se produisent également à la flûte bansuri, notamment: Henri Tournier, Sylvain Barou, Jean-Christophe Bonnafous, Christophe Lartillot, Guillaume Barraud, Fabrice de Graef.

## Source
- (en) S. Sadie, The New Grove Dictionary of Musical Instruments, Macmillan, Londres, 1985.